# César Rodríguez
César, właśc. César Rodríguez Álvarez (ur. 29 czerwca 1920, León, zm. 1 marca 1995 w Barcelonie) – piłkarz hiszpański, grający na pozycji środkowego napastnika.
Najlepszy okres w jego karierze przypada na lata gry w klubie FC Barcelona. Grał tam przez 17 lat - od 1939 do 1956, i zdobył 294 gole, plasując się na pozycji najbardziej bramkostrzelnego piłkarza w historii klubu z liczbą 232 goli. Rekord jego pobił Lionel Messi 57 lat późnej, podczas meczu ligowego z Granadą.

## Życiorys
Piłkarz rozpoczął karierę w wieku 19 lat w klubie Guerra Civil Española, a po roku, w 1940 roku przeniósł się do Frente de Juventudes León. Po rundzie jesiennej został sprzedany do klubu Granada CF, gdzie wraz z innymi piłkarzami pomógł klubowi z Segunda División awansować do Primera.
W barwach FC Barcelony zdobył 9 tytułów, i 15 trofeów. W sezonie 1948/1949, strzelił w lidze 28 bramek dla swojego klubu, i tym samym został królem strzelców tamtego sezonu.

## Reprezentacja
W reprezentacji Hiszpanii grał w latach 1945–1952, brał udział w 12 spotkaniach.